# 文康
文康（1794年—？），费莫氏，字铁仙，一字悔庵，别号燕北闲人，满洲镶红旗人，清朝官员、小说家。

## 生平
文康在世时间大致为道光初年到光绪初年，监生，曾任理藩院郎中、长芦盐运使、駐藏大臣、道光十七年任松江府知府、道光十九年任徽州府知府（在松江府知府任上与内务府镶黄旗汉军、徽州府知府刘氏豫益对调）、道光二十年（1840）福建盐法道（载《重纂福建通志》）、天津兵備道、头等侍卫等职。晚年家道败落，但文思尚捷，並完成小说《儿女英雄传》。

## 家庭
- 始祖格恩特衣。
- 世祖薩揚阿。
- 世祖東鈕庫。
- 世祖瑪瑚。
- 世祖堪珠露。胞兄伊洛多，其子南濟蘭，孙佛羅恩，曾孙那哈塔；玄孙雲貴總督勤恪公郭瑮，其女費莫氏嫁平敏郡王福彭（父平郡王訥爾蘇；母曹佳氏，其父内务府正白旗汉军、江宁织造曹寅）。
- 世祖瑚爾漢。
- 世祖瑚世禮，原任員外郎兼佐領。“瑚世禮，鑲紅旗人。南濟蘭之兄，瑚爾漢之子也，世居布爾哈圖地方，國初来歸”（据《八旗滿洲氏族通譜》卷44）。
- 太高祖文華殿大學士文簡公温达 (清朝)。
- 高祖勒爾欽。
- 曾祖一等威勤伯溫福。
- 祖父武英殿大学士、一等威勤侯勒保[2]。
- 伯祖父兩廣總督恪敏公永保。其孙道光二年（1822）进士文庆，妻他塔喇氏（父正蓝旗满洲、嘉庆六年（1801年）进士秀堃）。
- 父英綬，工部侍郎、右翼總兵。
- 胞姊費莫氏，嫁內務府正白旗滿洲、廣東雷州府知府輝發那拉氏書洛（父江南織造、熱河總管延隆著有《謙益堂詩存》，姑母納喇氏封道光帝之和妃 (道光帝)；胞兄內務府員外郎兼公中佐領書治，其子道光己亥科舉人、湖南永州府知府廷桂（字芳宇）；胞叔浙江台州府知府延庚，其妻内务府正白旗汉军、熱河總管、江寧織造尚福海之女）。
- 女費莫氏，（继配）嫁內務府正白旗漢軍、道光癸卯科舉人、山東候補道李氏鍾文（父總管內務府大臣、吏部左侍郎基溥；两胞姊李氏，分别与内务府正白旗滿洲进士索綽絡氏英和与内务府正黄旗汉军進士楊鍾羲家族联姻）。鍾文正妻徐氏， 咸丰三年，鍾文续聘原礼部尚书貴慶姊妹富察氏和宗室兴恒的女儿宗室氏，即原侍郎广敏的孙女,疑未过门。故咸丰七年，复续娶驻藏大臣文康之女费莫氏。(基溥《思补过斋主人自叙年谱》: 咸丰三年癸丑,六十一岁，正月孝和睿皇后梓宫奉安礼成，奉旨加二级,六月为鍾文续聘原任兵部侍郎宗室广敏孙女.....偕都统怡亲王载垣.....咸丰七年，钟文复续娶前长芦盐运使駐藏大臣文康之女）。鍾文之子光緒癸未科進士熙麟 (光緒進士)（庶母賴氏），娶額爾德特氏（父正黃旗蒙古、理藩院員外郎錫齡，祖父頭等侍衛豫福，高祖乾隆辛卯科進士簡勤公和瑛）。